# Bjarozaŭka
Bjarozaŭka (vitryska: Бярозаўка, ryska: Berëzovka) är ett vattendrag i Belarus.   Det ligger i voblasten Vitsebsks voblast, i den norra delen av landet, 160 kilometer norr om huvudstaden Minsk.
Trakten runt Bjarozaŭka består till största delen av jordbruksmark. Runt Bjarozaŭka är det glesbefolkat, med 20 invånare per kvadratkilometer.